# Mycomya frigida
Mycomya frigida är en tvåvingeart som först beskrevs av Eberhard Plassmann 1978.  Mycomya frigida ingår i släktet Mycomya och familjen svampmyggor. Inga underarter finns listade i Catalogue of Life.